# Jürgen Ladenburger
Jürgen Ladenburger (* 1955; † 26. Oktober 2009) war ein deutscher Drehbuchautor und Filmregisseur.
Nach einigen Jahren Erfahrung im Dokumentarfilm ging Ladenburger 1995 nach Los Angeles und studierte am American Film Institute Drehbuch. Nach seiner Rückkehr 2001 war er hauptsächlich im Schweizer Kino tätig.

## Werke (Auswahl)
- Warum glaubt mir denn keiner? (Regie)
- Mit Frau Jaschke in Neuseeland (Regie und Drehbuch)
- Kilimanjaro: How to Spell Love (2001) (Drehbuch)
- Flush (2003) (Regie und Drehbuch)
- Tell (2007) (Drehbuch)
- Stationspiraten (2010) (Drehbuch)

## Weblink
- Jürgen Ladenburger bei IMDb

| Personendaten    | Personendaten                             |
| ---------------- | ----------------------------------------- |
| NAME             | Ladenburger, Jürgen                       |
| KURZBESCHREIBUNG | deutscher Drehbuchautor und Filmregisseur |
| GEBURTSDATUM     | 1955                                      |
| STERBEDATUM      | 26. Oktober 2009                          |